# Förstakammarvalet i Sverige 1943
Förstakammarvalet i Sverige 1943 var ett val i Sverige till Sveriges riksdags första kammare. Valet hölls i den sjunde valkretsgruppen i september månad 1943 för mandatperioden 1944-1951.
Tre valkretsar utgjorde den sjunde valkretsgruppen: Kalmar läns och Gotlands läns valkrets, Skaraborgs läns valkrets och Kopparbergs läns valkrets. Ledamöterna utsågs av valmän från det landsting som valkretsarna motsvarade.
Ordinarie val till den sjunde valkretsgruppen hade senast ägt rum 1935.

## Valmän
| Landsting    | H    | LB   | F   | S    | Totalt |
| ------------ | ---- | ---- | --- | ---- | ------ |
| Landsting    |      |      |     |      | Totalt |
| Kalmar norra | 15   | 20   | 0   | 28   | 63     |
| Kalmar södra | 15   | 20   | 0   | 28   | 63     |
| Gotland      | 15   | 20   | 0   | 28   | 63     |
| Skaraborg    | 14   | 13   | 6   | 20   | 53     |
| Kopparberg   | 4    | 8    | 8   | 32   | 52     |
| Totalt       | 33   | 41   | 14  | 80   | 168    |
| %            | 19,7 | 24,4 | 8,3 | 47,6 | 100,0  |

## Mandatfördelning
Den nya mandatfördelningen som gällde vid riksdagen 1944 innebar att Socialdemokraterna behöll egen majoritet. 
| Parti  | Parti                            | FK 1943 | 7:e valkretsgruppen | 7:e valkretsgruppen | 7:e valkretsgruppen | FK 1944 |
| Parti  | Parti                            | FK 1943 | Innan               | Efter               | Ändring             | FK 1944 |
| ------ | -------------------------------- | ------- | ------------------- | ------------------- | ------------------- | ------- |
|        | Socialdemokraterna               | 81      | 8                   | 9                   | ▲1                  | 82      |
|        | Högerns riksorganisation         | 32      | 5                   | 4                   | ▼1                  | 31      |
|        | Landsbygdspartiet Bondeförbundet | 21      | 5                   | 5                   | ▬                   | 21      |
|        | Folkpartiet                      | 15      | 1                   | 1                   | ▬                   | 15      |
|        | Sveriges kommunistiska parti     | 1       | 0                   | 0                   | ▬                   | 1       |
| Totalt | Totalt                           | 150     | 19                  | 19                  | ▬                   | 150     |

## Invalda riksdagsledamöter
Kalmar läns och Gotlands läns valkrets:
- Axel Mannerskantz, h
- Carl Sundberg, h
- Petrus Gränebo, bf
- Arthur Heiding, bf
- Lars Lindén, s
- Karl Söderdahl, s
- Ruben Wagnsson, s

Skaraborgs läns valkrets:
- Fritiof Domö, h
- Karl Johanson, h
- Gustav Hallagård, bf
- Sten Wahlund, bf
- Birger Anderrson, s
- Helge Bäcklund, s

Kopparbergs läns valkrets:
- Jones Erik Andersson, bf
- Erik Lindblom, fp
- Sven Boman, s
- Gunnar Myrdal, s
- Einar Persson, s
- Anders Sundvik, s